# Сухондяевский, Александр Иванович
Александр Иванович Сухондяевский (род. 22 декабря 1942, Архангельск) — советский хоккеист с мячом и на траве, нападающий.

## Биография
Александр Сухондяевский родился 22 декабря 1942 года в городе Архангельск.
Играл в хоккей с мячом на позиции нападающего. С 1959 года выступал за юношескую команду архангельского «Водника». Выступал за «Водник» (1961—1965, 1966—1970, 1971—1975), свердловский СКА (1965—1966), северодвинский «Север» (1970—1971, 1975—1978) и архангельский «Лесопильщик» (1978—1981). Провёл в чемпионатах СССР 251 матч, забил 89 мячей.
В 1969—1973 годах играл за «Водник» в чемпионате СССР по хоккею на траве.
Мастер спорта СССР по хоккею с мячом (1964).
С 2006 года работал тренером по теннису на архангельском стадионе «Труд».

## Семья
Сын — Дмитрий Александрович Сухондяевский (род. 1968), советский и российский хоккеист с мячом, судья.